# 2011년 서울국제실험영화페스티벌
제8회 서울국제실험영화페스티벌은 2011년 9월 1일에 열린 시상식이다.

## 수상 및 후보

### Jungwoon AWARD
- 거짓 - 김은솔 수상

### Avid Award 국제경쟁 부문
- 매직 - 제라르 케라시 수상

### Avid Award 국내경쟁 부문
- 교토 댄스 - 김동훈 수상

### Fuji Award 국제경쟁 부문
- 빌 마리 - A - 알렉상드르 라로즈 수상

### Fuji Award 국내경쟁 부문
- 열두풍경 - 하준수 수상

### 국제경쟁
- 봉세 풍경 - 아우 소우
- 경계 - 데빈 호란
- 버스트 찬스 - 스테파니 바버
- 다가오는 유혹 - 피터 체르카스키
- 기이한 빛 - 샬롯 프라이스
- 시도 - 요한 루프
- 푸가 - 기울라 네메스
- 소용돌이 - 뵈른 캐머러
- 세월의 집 - 피터 밀러
- 궁륭 - 필립 루아
- 라스베가스 - 벤자민 R. 테일러
- 매직 - 제라르 케라시
- 무테키노히토 - 야스토 유라
- 새로 시작된 부식 - 지아다 기링헬리
- 오 - 아눅 드 클럭
- 파빌론 - 캐롤린 생로랑
- 위상과 파동 - 폴 오도노휴
- 프락시스 8 – 12 장면 - 디트마 브렘
- 시공간의 개 - 니콜라우스 에크하르트
- 재배치 - 피터 지넨
- 우주가 그 곳이다 - 에리코 소나다
- 무채색의 섬 - 소피 토르센
- 도쿄 에비수 - 니시카와 토모나리
- 방울 - 마리 카테린 타일러
- 소실점 - 마르쿠스 카임 외 1명
- ‘졸업앨범’라는 제목의 영화를 위한 비디오 제안서 - 브렌트 커프너
- 빌 마리 - A - 알렉상드르 라로즈
- 가상성 - 이오르고스 날판티디스
- 블라디미르 켐프스키의 필름 - 이치로 수에오카
- 이상한 전쟁 - 알베르트 알코즈

### 국내경쟁
- 그녀의 이미지 - 조인한
- 교토 댄스 - 김동훈
- 귀를 기울이면 - 손정민
- 대화법-2. 탁구 - 김선미
- 소리 - 최재영
- 시간의 침묵 - 황선숙
- 어웨이큰 - 채희석
- 열두풍경 - 하준수
- 우리가 등장함으로 - 임찬
- 접속 - 최윤남
- 증발 - 드보작
- 지난날 내게 무슨 일이 있었는가 - 권아람
- 거짓 - 김은솔
- 리빙 시메트리 - 변재규
- 와칭 비디오 - 최종한

### 엑스-초이스
- A.P.T - 최성훈
- 월곡~산~여대 - 차지량
- 눈알 해파리와 함께하는 촉촉한 여행 - 정혜정
- 노인과 바다 - 전소정
- 사진관 프로젝트-첫번째 이야기 윤우 사진관 - 이영호
- L박사의 밀실 - 이영민
- 스테츄 넘버 - 뮌
- 호베마의 미델하르니스의 가로수길 연구 - 김용호
- 트렘블먼트 - 김시연
- 공진화 - 권아람
- 산책가 - 김영근
- 템비의 일기 - 김지수
- 다트 - 조성빈 외 1명
- 묘아 - 강민지
- 88만원 - 김일현
- 덜떨어진 타조 - 최준호
- 투란도트 - 유정아
- 하루 - 이광욱
- 이런 싸가지 없는 놈이 하는 소리 - 정주아
- p..armacon - 이세옥
- 청춘의 발기 - 이상우
- 나의 사랑스런 4인치 그녀 - 심소연
- # - 정온
- 무제한토론 - 정다훈
- In mist, host and guest - 고대건
- Porte앞의 하모니 (파리 전승기념문) - 안정주
- 윈도우 - 김경미
- 이카루스 - 틸자 이븐
- 고공 - 김정한

### 엑스-레트로
- 진화하는 비디오 - 가브리엘 빌로타
- 작가의 가족은 그를 이해하지 못한다 - 후안 크레고
- 노트 - 누리아 카날
- 사물들을 인터뷰하기 II - 에울랄리아 발도세라
- CD - 캄파닐라
- Trans - 후안 에즈피타르트
- Welcome to LE - 엘로 베가
- 관통 - 카를로스 티모리
- 조카 - 엔리케 마르티
- 내일 만나. 그런데 내일은 존재하지 않아 - 하비에르 후르타도
- 네그루리의 이야기 - 데 멘테 무투아
- 수영하는 사람들 - 팔로마 나바레스
- 낮잠 - 나바로 발데베그
- 스페인은 당신을 사랑해 - 이사벨 에르구에라
- 루마니아 - 멘치나 아유소
- 액트 - 체마 알론소
- Ewas - 페드로 가르헬
- 자주 벌어지는 일 - 에스티발리즈 사바다
- 녹색 벌레가 있는 실내의 장면 - 마리사 곤잘레스
- 위기 4/4 (불안정한 캐논) - 프란시스코 루이즈 데 인판테
- 상추와 달팽이 - 베고냐 에구르비데
- 셀리나 대 핑과 퐁 - 하나 레오
- VHS에서 VHS로의 C 재생 - 안토니 피넨트
- 혼돈과 창조 - 살바도르 달리 외 1명
- 볼룸 입장권 - 퓌어 알레 팔레
- 무용수를 위한 정형외과술 - 하비에르 누녜즈 가스코
- 독수리, 아리조나 - 루이스 에스카르틴
- 갈리시아에 있었을 때 당신을 기억했다 - 벨렌 몬테로 외 1명
- 빠져들다 - 하비에르 오타두이
- 어둠의 손 짓 - 클레멘테 칼보
- 거대한 에필로그 - 가브리엘 로메로
- 입 속의 점 - 라마드리드 외 1명
- 암흑의 9초 - 알렉스 레이놀즈
- 노키의 초상 - 라몬 바르가스
- 적색 연구 - 오리올 산체스
- 베타 도어 - 추스 도밍게즈
- 도시에서 - 에바 코네헤로 외 6명
- 도시에서 - 에울랄리아 그라우
- 도시에서 - 안토니 미랄다
- 도시에서 - 마놀로 산치스
- 도시에서 - 카를로스 가르시아
- 도시에서 - 발카르셀 메디나
- 도시에서 - 피나 미랄레스
- 도시에서 - 유제니 보넷
- 도시에서 - 베네트 로셀 외 1명
- 도시에서 - 미레이아 센티스
- 도시에서 - 마르크 말롤
- 도시에서 - 후앙 부필
- 도시에서 - 로즈 마리 메히트리
- 도시에서 - 안토니 문타다스
- 도시에서 - 빅토리아 폰세카
- 도시에서 - 에우제니아 발셀스
- 도시에서 - 프란체스크 토레스
- 도시에서 - 토니 솔러
- 도시에서 - 프란체스크 아밧
- 도시에서 - 이반 줄루에타
- 도시에서 - 기옘 치프레
- 도시에서 - 테리 베르코비츠
- 도시에서 - 마누엘 후에르가
- 도시에서 - 호안 라바스칼

### 인디 비주얼
- 손의 무게 - 임민욱
- 불의 절벽 1_마드리드 - 임민욱
- 불의 절벽 2_서울 - 임민욱
- 1/1 - 조승호
- 수평적 침묵 - 조승호
- WS.2 - 조승호
- 무제 - 조승호
- 스냅 - 조승호
- 나는 내 조용한 집을 떠났다 - 조승호
- 부표 - 조승호
- Unrendered, Media Offline - 조승호
- 움직이는 수평선 - 조승호
- 생략된(타원형의) 친밀감 - 조승호
- 수평적 친밀감 - 조승호

### 랩 프로그램
- 다중연구 - 리처드 투오이
- 수평선들 - 리처드 투오이
- 스크린톤 - 리처드 투오이

### 아시아 포럼
- 황후 - 웬 치에 웨이
- 아직 도착하지 않은 집 - 이밍유
- Sucker’s Love - 차오 돌
- 읽을 수 없는 - 추앙 카이 팅
- 동요 - 리준홍
- 신체 현상 - 엘렌 판